# Aide juridique au Québec
L'aide juridique au Québec est un programme public pour permettre aux personnes à faibles revenus d'avoir accès à des services de conseils et de représentation juridique. Il est constitué en vertu de la Loi sur l’aide juridique et sur la prestation de certains autres services juridiques.

## Programme
Le programme comporte deux volets. Premièrement, la Commission des services juridiques (un organisme gouvernemental) engage des avocats qui conseillent et représentent, sans frais ou moyennant une contribution, les personnes admissibles. Deuxièmement, le programme offre aux personnes admissibles de choisir plutôt eux-mêmes leur avocat et verse à l'avocat une compensation.
De manière générale, le programme couvre les domaines de droit suivants :
- affaires familiales;
- protection de la jeunesse;
- représentation pour un acte criminel;
- demande d'aide sociale au Québec;
- demande d'assurance automobile;
- demande d'assurance-emploi;
- demande d'accident de travail.

De même, le programme couvre parfois les litiges touchant :
- la sécurité physique ou psychologique;
- les moyens de subsistance ou des besoins essentiels d'une personne; et
- les possibilités d'atteinte grave à la liberté.

## Admissibilité
L'admissibilité au programme dépend des revenus de la personne et de ses actifs. En 2019, une personne habitant seule sans enfant devait avoir un revenu annuel maximal de 22 750 $ CA. Une famille formée d'un adulte et d'un enfant peut gagner jusqu'à 27 834 $ pour être admissible. Une famille formée d'un adulte et de deux enfants ou plus peut gagner jusqu'à 29 714 $. Une famille formée de conjoints sans enfant peut gagner jusqu'à 31 661 $. Une famille formée de conjoints avec un enfant peut gagner jusqu'à 35,424 $. Une famille formée de conjoints avec deux enfants ou plus peut gagner jusqu'à 37 306 $.
Dans le contexte actuel, la classe moyenne n'est pas admissible à l'aide juridique, mais elle a également beaucoup de difficulté à se payer les services d'un avocat, ce qui explique que de plus en plus de personnes choisissent de se représenter seules devant les tribunaux, avec tous les risques que cela comporte pour un non-spécialiste. Un certain nombre de cabinets d'avocats réagit à cette situation en ciblant une clientèle de la classe moyenne à des tarifs forfaitaires abordables. Il existe des programmes d'assurance frais juridiques destinés aux membres de la classe moyenne qui souhaitent prévenir des risques juridiques.

## Tarifs d'aide juridique payés par l'État
En matière civile, les tarifs sont indiqués dans l'Entente du 4 décembre 2020 entre le ministre de la Justice et le Barreau du Québec concernant le tarif des honoraires et les débours des avocats dans le cadre du régime d’aide juridique et concernant la procédure de règlement des différends. En matière pénale, les tarifs sont indiqués dans l'Entente du 4 décembre 2020 entre le ministre de la Justice et le Barreau du Québec concernant le tarif des honoraires et les débours des avocats rendant des services en matières criminelle et pénale et concernant la procédure de règlement des différends.
Le Barreau du Québec a mené des négociations avec l'État québécois afin de hausser les tarifs d'aide juridique en pratique privée, car plusieurs avocats de pratique privée refusent les mandats d'aide juridique en raison de tarifs jugés trop faibles. L'enjeu de négociation concerne entre autres la tarification à montant forfaitaire. Jusqu'à une période récente, si un avocat travaillait trente heures pour préparer le dossier d'un individu à faible revenu accusé au pénal et qu'il se rendait à plusieurs audiences en cour, il recevait un montant forfaitaire de quelques centaines de dollars, peu importe la complexité du dossier, ce qui équivaut en pratique à être payé à un taux équivalent, voire inférieur au salaire minimum.

## Autres Programmes Canadiens
« AID JURIDIQUE ONTARIO (AJO) » (consulté le 5 juin 2020)
« LA COMMISSION DES SERVICES D’AIDE JURIDIQUE DU NOUVEAU-BRUNSWICK (CSAJNB) » (consulté le 5 juin 2020)